# Ojajärvi (sjö i Birkaland, lat 61,88, long 23,13)
Ojajärvi är en sjö i Finland. Den ligger i kommunen Ikalis i landskapet Birkaland, i den sydvästra delen av landet, 210 km nordväst om huvudstaden Helsingfors. Ojajärvi ligger 162 meter över havet. I omgivningarna runt Ojajärvi växer i huvudsak blandskog. Arean är 46,7 hektar och strandlinjen är 4,71 kilometer lång. Sjön  ingår i Kumo älvs huvudavrinningsområde. 